# Oxira nana
Oxira nana là một loài bướm đêm trong họ Noctuidae.